# 차오청구
차오청구(한국어: 초성구, 중국어: 谯城区, 병음: Qiáochéng Qū)는 중화인민공화국 안후이성 보저우 시의 현급 행정구역이다. 넓이는 2167km2이고, 인구는 2007년 기준으로 1,520,000명이다.

## 행정 구역
3개 가도, 20개 진, 2개 향을 관할한다.
- 가도: 汤陵街道, 花戏楼街道, 薛阁街道.
- 진: 古井镇, 芦庙镇, 华佗镇, 魏岗镇, 牛集镇, 颜集镇, 五马镇, 十八里镇, 谯东镇, 十九里镇, 沙土镇, 观堂镇, 大杨镇, 城父镇, 十河镇, 双沟镇, 淝河镇, 古城镇, 龙扬镇, 立德镇.
- 향: 张店乡, 赵桥乡.